# Charles Edward Beevor
Charles Edward Beevor (* 12. Juni 1854; † 5. Dezember 1908) war ein englischer Neurologe und Anatom.

## Leben
1902 wurde er Schatzmeister der „Neurological Society of the United Kingdom“, 1905 deren Vizepräsident und 1907 schließlich deren Präsident. Seine präsidiale Antrittsrede handelte von der arteriellen Gefäßversorgung des Gehirns. Seine Arbeit zu diesem Thema wurde im selben Jahr in der neurologischen Fachzeitschrift Brain veröffentlicht, in deren Redaktion er Henry Head assistierte.
Nach Beevor wurde ein klinisches Zeichen, das so genannte Beevor-Zeichen benannt. In einer 100 Seiten langen Monographie beschrieb er dieses Zeichen, bei dem es zu einer Aufwärtsbewegung des Bauchnabels kommt, wenn sich der Patient von der liegenden in die sitzende Position aufrichtet. Das Zeichen tritt infolge einer Schwäche der unteren Hälfte des Musculus rectus abdominis auf.
Zudem beschrieb er den Masseter-Reflex und das durch die Arteria choroidea anterior versorgte Hirnareal. Er prägte das als Beevors-Axiom bekannte „the brain does not know muscles, only movements“.

## Veröffentlichungen
- mit A. de Watteville: A case of amyotrophic lateral sclerosis with clonus of the lower jaw. W. Clowes, London 1885–1886.
- mit Victor Horsley: A minute analysis (experimental) of the various movements produced by stimulating in the monkey different regions of the cortical centre for the upper limb, as defined by professor Ferrier. 1886.
- mit Victor Horsley: Note on some of the motor functions of certain cranial nerves (V, VII, IX, X, XI, XII) and of the three first cervical nerves in the monkey (Macacus sinicus). Harrison and sons, London 1888.
- On some points in the action of muscles. 188X (genaues Datum unbekannt)
- Diseases of the nervous system. Lewis, London 1898.
- The Croonian Lectures on muscular movements and their representation in the central nervous system. Adlard and son, London 1904.
- mit Victor Horsley: Recherches expérimentales sur l’écorse [sic] cérébrale des singes (Macacus sinicus). H. K. Lewis, London 189X (genaues Jahr unbekannt)